# Avon (Utah)
Avon és una concentració de població designada pel cens dels Estats Units a l'estat de Utah. Segons el cens del 2000 tenia 306 habitants.

## Demografia
Segons el cens del 2000, Avon tenia 306 habitants, 85 habitatges, i 77 famílies. La densitat de població era de 16,2 habitants per km².
Dels 85 habitatges en un 62,4% hi vivien nens de menys de 18 anys, en un 84,7% hi vivien parelles casades, en un 2,4% dones solteres, i en un 9,4% no eren unitats familiars. En el 9,4% dels habitatges hi vivien persones soles el 2,4% de les quals corresponia a persones de 65 anys o més que vivien soles. El nombre mitjà de persones vivint en cada habitatge era de 3,6 i el nombre mitjà de persones que vivien en cada família era de 3,86.
Per edats la població es repartia de la següent manera: un 39,5% tenia menys de 18 anys, un 9,5% entre 18 i 24, un 25,2% entre 25 i 44, un 21,6% de 45 a 60 i un 4,2% 65 anys o més.
L'edat mediana era de 26 anys. Per cada 100 dones de 18 o més anys hi havia 103,3 homes.
La renda mediana per habitatge era de 39.250 $ i la renda mediana per família de 41.875 $. Els homes tenien una renda mediana de 26.250 $ mentre que les dones 26.094 $. La renda per capita de la població era de 13.875 $. Entorn del 3% de les famílies i el 5,1% de la població estaven per davall del llindar de pobresa.

## Poblacions més properes
El següent diagrama mostra les poblacions més properes.